# حديقة الأفراح لإزالة الأتراح
حديقة الأفراح لإزالة الأتراح هو كتاب من تأليف أحمد بن محمد بن علي الأنصاري اليمني. وطبع في الهند وكذلك في القاهرة عام 1937.
والكتاب يعتبر طرفة الأديب ونزهة الجليس، جمع فيه مؤلفه ما باهر الزهر من فرائده بنظامه البديع، ونثر فيه من الظرائف ما أزرت أنواره بأنوار الربيع، وأن فرائد مغانيه متحليات بجواهر البيان، الفائقة على عقود الجمان، وهو كتاب فيه من اللطائف ونوادر النكات والظرائف، من نفائس مجامع الأدب، وقد قسم الكتاب على ستة أبواب، والمؤلف أديب من أهل تهامة في اليمن. وتوفي في الهند عام 1253 هـ/1837م.
ومن طرائف الكتاب: قيل إن سائلا أتى إلى باب رجل من أغنياء أصبهان، فسأله شيئا، فسمعه الرجل فقال لخادمه: يا مبارك قل لعنبر يقول لجوهر، وجوهر يقول لياقوت، وياقوت يقول لألماس، وألماس يقول لفيروز، وفيروز يقول لمرجان، ومرجان يقول لهذا السائل: يفتح الله عليك!
فسمعه السائل، فرفع يديه إلى السماء، وقال: يارب، قل لجبرائيل يقول لأسرافيل يقول لعزرائيل، أقبض روح هذا البخيل!.